# Club Deportivo Oro
Club Deportivo Oro, zkráceně CD Oro, je mexický fotbalový klub sídlící ve městě Guadalajara ve státě Jalisco. Hraje na stadionu Unidad Deportiva Ángel „El Zapopan“ Romero. Tým byl 1× mistrem Mexika. Má žluto-bílo-modré dresy.

## Historie
Klub byl založen roku 1923 skupinou klenotníků (oro znamená ve španělštině zlato). Barvy jsou žlutá (zlato), bílá (stříbro) a modrá (stát Jalisco).
Tým vyhrál regionální ligu státu Jalisco v letech 1939–40 a 1942–43. Když ale byla roku 1943 založena celostátní profesionální liga, Oro do ní nevstoupilo, na rozdíl od jiných 2 klubů z Guadalajary. Nakonec do ní vstoupilo roku 1944.
V letech 1948 a 1956 mělo Oro stejný počet bodů jako Club León, v obou případech se hrály 2 rozhodující zápasy o titul a v obou případech jej získal León. Na 2. místě tým skončil ještě v letech 1954, 1961 a 1965.
V ročníku, který je označován jako 1962–63, ale ve skutečnosti se poslední kolo hrálo 20. prosince 1962, získalo Oro svůj jediný titul. V posledním kole v přímém souboji o titul porazilo CD Guadalajaru 1:0 a o bod jej přeskočilo.

## Úspěchy
- Liga MX: 1

1962–63
- Liga Amateur de Jalisco: 2

1939–40, 1942–43